# Pembroke (Ontario)
Pembroke (offiziell City of Pembroke) ist eine Gemeinde im Südosten der kanadischen Provinz Ontario. Sie liegt im Renfrew County. Pembroke hat den Status einer Single Tier (einstufigen Gemeinde) und ist eine Separated Municipality. Pembroke ist das Verwaltungszentrum des Renfrew Counties, ist aber selber von diesem politisch unabhängig.
Sie liegt im Ottawa Valley etwa 150 Kilometer nördlich der Kanadischen Bundeshauptstadt Ottawa. Die Stadt hat 13.882 Einwohner. Die Fläche der Stadt ist 14 km² groß und sie liegt 130 m hoch.
Pembroke liegt am Ottawa River, welcher an dieser Stelle auch die Grenze zu Quebec darstellt. Die andere Seite des Ottawa River kann man gut durch die „Pembroke Bridge“ erreichen die von Ottawa kommend, noch vor Pembroke selbst liegt.
Die Stadt ist das größte kommerzielle Zentrum zwischen North Bay und Ottawa.

## Söhne und Töchter der Stadt
- Harry Cameron (1890–1953), Eishockeyspieler
- Frank Nighbor (1893–1966), Eishockeyspieler
- Richard John Neuhaus (1936–2009), Priester, Theologe, Ökumeniker und Autor
- Randy Holt (* 1953), Eishockeyspieler
- Peter-Anthony Togni (* 1959), Musiker und Komponist
- Tom Green (* 1971), Komiker und Fernsehmoderator